# Antonín Chráska
Antonín Chráska, również Anton Chráska (ur. 3 października 1868 w Horní Radechová w pobliżu Náchodu, zm. 15 marca 1953 w Nowym Mieście nad Metują) – czeski teolog protestancki, autor przekładu Biblii na język słoweński.
Antonín Chráska urodził się w rodzinie tkaczy. W wieku 21 lat postanowił studiować teologię. W 1897 roku ożenił się i przeniósł się z żoną do Lublany, gdzie nauczył się języka słoweńskiego i rozpoczął pracę misyjną. Dla Brytyjskiego i Zagranicznego Towarzystwa Biblijnego przygotował przekład Biblii na język słoweński. Tłumaczenie obejmowało Księgi Starego i Nowego Testamentu zgodnie z kanonem protestanckim. Przekład ukazał się w 1914 roku i nosił tytuł Sveto pismo Starega in Novega Zakona (Pismo Święte Starego i Nowego Przymierza). Było to drugie i jak dotąd ostatnie protestanckie wydanie całej Biblii w języku słoweńskim (pierwszym przekładem była Biblia Jurija Dalmatina).
Antonín Chráska mieszkał wraz z rodziną w Lublanie do roku 1922 gdy powrócił w rodzinne strony.